# Razorlight (album)
Albums de Razorlight
Up All Night
Razorlight est le second album du groupe de rock indépendant Anglo - Suédois Razorlight, sorti pour la première fois le 17 juillet 2006. L'album a atteint la 1re place des charts britanniques quelque peu après sa sortie. La majorité de l'album a été produite et mixée au Sphere Studios par Chris Thomas.
Le single "America" a atteint la première place des charts. L'album a été nommé dans la catégorie "plus mauvais album" au NME Awards 2007, mais la victoire a été donnée à "Rudebox" de Robbie Williams.

## Titres
1. "In the Morning" (Johnny Borrell, Razorlight) – 3:40
2. "Who Needs Love?" (Borrell, Razorlight) – 3:30
3. "Hold On" (Borrell, Razorlight) – 3:24
4. "America" (Borrell, Andy Burrows, Razorlight) – 4:10
5. "Before I Fall to Pieces" (Borrell, Burrows, Razorlight) – 3:21
6. "I Can't Stop This Feeling I've Got" (Borrell, Björn Ågren, Razorlight) – 3:26
7. "Pop Song 2006" (Borrell, Razorlight) – 2:41
8. "Kirby's House" (Borrell, Razorlight) – 2:50
9. "Back to the Start" (Borrell, Razorlight) – 3:12
10. "Los Angeles Waltz" (Borrell, Razorlight) – 4:40
11. "Keep the Right Profile" (Borrell, Razorlight) - 3:28